# Clappertonia
Genre
Clappertonia est un genre de plantes de la famille des Malvaceae.

## Liste d'espèces
Selon BioLib (1 août 2017) :
- Clappertonia ficifolia (Willd.) Decne.
- Clappertonia polyandra (Schumann) Bech.

Selon Catalogue of Life (1 août 2017) :
- Clappertonia ficifolia (Willd.) Decne.
- Clappertonia minor (Baill.) Becherer
- Clappertonia polyandra (K. Schum.) Becherer

Selon GRIN (1 août 2017) :
- Clappertonia ficifolia Decne.
- Clappertonia minor (Baill.) Bech.
- Clappertonia polyandra (K. Schum. ex Sprague) Bech.

Selon ITIS (1 août 2017) :
- Clappertonia ficifolia (Willd.) Decne.
- Clappertonia polyandra (K. Schum. ex Sprague) Bech.

Selon The Plant List (1 août 2017) :
- Clappertonia ficifolia (Willd.) Decne.
- Clappertonia minor (Baill.) Bech.
- Clappertonia polyandra (K.Schum. ex Sprague) Bech.

Selon Tropicos (1 août 2017) (Attention liste brute contenant possiblement des synonymes) :
- Clappertonia ficifolia Decne.
- Clappertonia minor (Baill.) Bech.
- Clappertonia polyandra Bech.